# Bogatir (Crimea)
|  | Aquest article tracta sobre la localitat russa. Si cerqueu el guerrer medieval rus, vegeu «bogatir». |

Bogatir - Богатир (ucraïnès) - és un poble a la República Autònoma de Crimea a Ucraïna, que el 2014 tenia 164 habitants. Pertany al districte de Bakhtxissarai. Segons les dades del 2001 la composició de la població de la vila de Bogatir d'acord amb la llengua que empren és la següent:
| Llengua  | %     |
| -------- | ----- |
| Tàtar    | 50,53 |
| Rus      | 42,02 |
| Ucraïnès | 6,91  |